# Víctor Ruiz Abril
Víctor Ruiz Abril (Utiel, 2 novembre 1993) è un calciatore spagnolo, attaccante svincolato.

## Caratteristiche tecniche
È un'ala sinistra.

## Carriera
Ha militato nelle serie inferiori del calcio spagnolo fino al gennaio 2019, quando è passato agli svizzeri del San Gallo.